# 杰皮考扬
杰皮考扬，是匈牙利维斯普雷姆州所辖的一个村，总面积9.11平方公里，总人口347，人口密度38.1人/平方公里（2010年1月1日）。